# 舍夫琴卡 (巴赫馬奇區)
51°4′42″N 32°30′55″E / 51.07833°N 32.51528°E

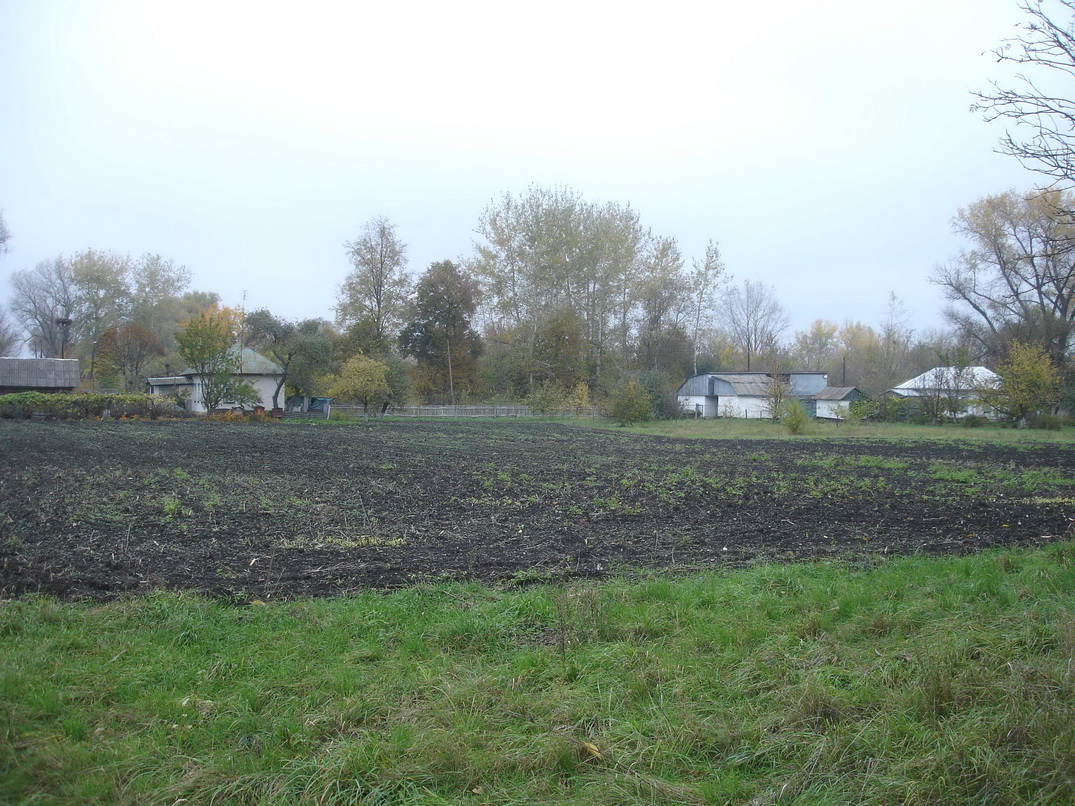

舍夫琴卡（烏克蘭語：Шевченка），是烏克蘭北部的村莊，隸屬切爾尼希夫州的尼任區。該村始建於1815年，面積0.007平方公里，海拔高度138米，2006年人口22，人口密度每平方公里3,143人。